# Axiom of Choice
Axiom of Choice est un groupe de trois musiciens, Mamak Khadem (vocal), Ramin Torkian (cordes), Pejman Hadadi (percussions) basés en  Californie (USA) interprétant de la musique traditionnelle iranienne en y mêlant un style de musique classique occidentale. Dirigée par Loga Ramin Torkian qui joue une variante de guitare de sa propre invention, le groupe joue des morceaux combinant mixes des voix féminines, du Moyen-Orient et rythmes des mélodies et de styles progressistes occidentaux. Le groupe s'est baptisé à partir du concept mathématique : l'axiome du choix.

## Discographie
- Beyond Denial (1996)
- Niya Yesh (2000)
- Goshayesh (Unfolding) (2002)